# Лукьянов, Валерий Семёнович
Валерий Семёнович Лукьянов (21 декабря 1927, Шанхай, Китай — 25 мая 2018, Хауэлл, Нью-Джерси, США) — священнослужитель Русской православной церкви заграницей, протопресвитер, многолетний настоятель Александро-Невского собора в городе Хауэлл, Нью-Джерси, США (2014—2018 — почётный настоятель). Духовный писатель. На момент смерти являлся старейшим клириком РПЦЗ.

## Биография
Родился в Шанхае 21 декабря 1927 года в Шанхае в семье Симеона Михайловича и Зои Степановны Лукьяновых. С ранних лет находился под духовным водительством Иоанна Шанхайского и Сан-Францисского.
Семья Лукьяновых жила во французской концессии, которая наряду с английской и китайской составляла деление города. В 1934 году Валерий пошёл во франко-русскую школу, все ученики которой были русскими. В 1938 году после получения отцом работы в английской зоне Валерий перешёл учиться в английскую гимназию святого Франциска. Окончил полный курс классической гимназии, получив Аттестат Зрелости 30 июня 1945 года.
В связи с военным положением в Китае 19 января 1949 года был эвакуирован в беженский лагерь на острове Тубабао. В США прибыл 23 сентября 1950 года.
В 1951 году был призван в Армию США, где прослужил 2 года в инженерных войсках.
13 июня 1954 года женился на Ирине Петровне Мочарской, дочери протоиерея Петра и Раисы Васильевны Мочарских. От этого брака родились пять сыновей: Алексей, Сергей, Николай, Иоанн и Александр.
В 1955 году окончил с отличием строительный факультет Бруклинского политехнического института. Получил лицензию профессионального инженера в штате Нью-Йорк и Нью-Джерси. До конца 1968 года работал инженером в строительной промышленности. Имел права самостоятельной практики как консультант в штатах: Нью-Йорке и Нью-Джерси.
22 марта 1959 года в Свято-Троицком монастыре в Джорданвилле епископом Сиракузским и Троицким Аверкием (Таушевым) был посвящён в чтецы. 5 июля 1959 года в Свято-Серафимовской церкви в Си-Клиффе там же епископом был посвящён в сан иподиакона.
21 февраля 1963 года в Свято-Сергиевской церкви Синодального здания архиепископом Западно-Европейским и Брюссельским Иоанном (Максимовичем) рукоположён в сан диакона.
15 января 1967 года в Серафимовской церкви города Си-Клиф митрополитом Филаретом (Вознесенским) рукоположён в сан иерея.
1 ноября 1968 года митрополитом Филаретом (Вознесенским) назначен настоятелем храма святого Александра Невского в Лейквуде (штат Нью-Джерси). Используя свое светское образование архитектора, спроектировал и построил великолепный собор, новый церковный дом, здание приходской школы и дом для причта.
В 1974 году был участником III Всезарубежного собора.
31 декабря 1975 года заочно окончил курс Свято-Троицкой семинарии в Джорданвилле со степенью бакалавра богословия. Влияние его на формирование как пастыря, учителя и духовного деятеля имели преподаватели Свято-Троицкой семинарии архиепископ Аверкий (Таушев) и архимандрит Константин (Зайцев).
С 1978 года — благочинный Восточно-Американской епархии.
6 февраля 1986 года назначен исполняющим обязанности начальника Русской православной миссии в Иерусалиме, восстановил экономическое и политическое положение монастырей РПЦЗ. 1 сентября 1987 года во главе РДМ его сменил архимандрита Алексий (Розентул).
18 октября 1997 года за труды по построению нового Александро-Невского собора в Лейквуде возведён в сан протопресвитера.
В мае 2006 года был участником IV Всезарубежного Собора (как член III Всезарубежного Собора).
Церковно-приходский совет Александро-Невского собора, руководствуясь указом Синода РПЦЗ от 8 мая 2007 года, вынес определения относительно действий руководства и всего прихода после подписания акта о каноническом общении:

1. Причт и приход, не отрываясь от продолжающегося процесса объединения двух частей Русской Церкви в чаемом единомыслии, остаются в послушании Архиерейскому Синоду автономной (самоуправляемой) РПЦЗ и его священноначалию, во главе с Первоиерархом Митрополитом Лавром.
2. Придерживаясь указа Архиерейского Синода от 8 мая 2007 г., причт и приход сохраняют за собой право не поминать за богслужениями предстоятеля МП (Патриарха Алексия), а поминать только Митрополита Лавра и епархиального архиерея ЗЦ, которое дается в этом указе.
3. В стремлении сохранить приход в мире и целостности, весь приход в целом призывается уважать право каждого прихожанина иметь свое мнение в связи с событиями в Церкви. Наш священный долг — обходиться с людьми с христианской любовью, никого не осуждая и не третируя, и всеми силами ограждаться от внутренних разделений.
4. По милости Божией, Русская Церковь в течение последующего времени найдет благоприятное разрешение всех, недостаточно выясненных, вопросов. Время — наилучший целитель, а в настоящий момент причту и прихожанам надлежит совершать свое служение, в соответствии со своим призванием, в терпении, молитве, спокойствии и послушании.

3 марта 2013 года прихожане Александро-Невского собора горорода Хауелл, шт. Нью-Джерси, отметили 50-летний юбилей служения в священном сане настоятеля протопресвитера Валерия Лукьянова. По завершении литургии протопресвитер Валерий был награждён орденом Курско-Коренной иконы Божией Матери 1-й степени. На протяжении пятидесяти лет служения и духовного окормления верующих руководил воспитанием и образованием детей, выступал с лекциями на церковных собраниях и праздниках, на пастырских и молодёжных съездах.
После 46 лет служения в Александро-Невском приходе, настоятель прихода протопресвитер Валерий Лукьянов подал прошение правящему архиерею об уходе на покой. Митрополит Иларион дал благословение батюшке служить до 12 сентября 2014 года, когда он сможет осуществить своё намерение.
29 июня 2014 года Архиерейский Синод РПЦЗ «высоко оценил многолетнее служение Церкви протопресвитера Валерия Лукьянова».
15 января 2017 года, во внимание к усердным пастырским, просветительским, храмостроительным трудам и в связи с 50-летием священства, награждён Орденом святителя Шанхайского и Сан-Францисского Иоанна І-ой степени.
Скончался 25 мая 2018 года на 91-м году жизни, будучи старейшим клириком Русской Зарубежной Церкви. Все его пятеро сыновей имеют собственные семьи, и вовлечены в церковную православную жизнь.

## Публикации
книги
- Воскресное богослужение. — Джорданвилль, 1970. — 16 с.
- Духовная качественность общественной молитвы. — Джорданвилль, 1970. — 14 с.
- Источник воды живой : записки паломника : (в 2х частях). — Изд. 2-е, доп. — Platina, Calif. : Изд. Братства преп. Германа Аляскинского, 1980. — 246 с.
- Радость о Господе : сб. духовных сочинений. — Платина : Изд. Братства прп. Германа Аляскинского, 1982. — 376 с.
  - Радость о Господе: Сборник духовных сочинений. — 2000.
- Душе моя, возстани: Сборник духовных сочинений. — Джорданвилль Тип. Преподобного Иова Почаевского в Джорданвилле 1993. — 360 с.
- Богослужебные заметки. Опыт разъяснения практической стороны богослужения Православной Церкви. — Джорданвилл, Нью-Йорк: Троицкий Монастырь, 2001. — 334 с. — ISBN 5-901716-03-5
  - Богослужебные заметки: Опыт разъяснения практической стороны богослужения Православной Церкви. − 2006.
- Светильник благодати: Семь слов иже во святых отца нашего Иоанна, архиепископа Шанхайского и Сан-Франциского. Святитель Иоанн в жизни молодежи и детей. — 1999.
  - Светильник благодати: Семь слов иже во святых отца нашего Иоанна, архиепископа Шанхайского и Сан-Франциского. Святитель Иоанн в жизни молодежи и детей. — Изд. 2-е, доп, 2010.
  - Lantern of Grace — Our Father Among the Saints John, Archbishop of Shanghai & San Francisco — A Remembrance. — Diocese of Western America of the Russian Orthodox Church Outside of Russia; 1st English edition, 2004. — 143 p.
- Blessed Pastorship: The Challenges of Pastoral Service. — Alexis Lukianov Publishing, 2016. — ISBN 9780998072609

статьи
- Обращение к русским людям (50-летие окончание Тальбергом Н. Д. Императорскаго Училища Правоведения). // Православная Русь. 1957. — № 21 (641)
- И. С. Шмелев и Зарубежная Русь. // Православная Русь. 1960. — № 13 (702)
- Воскресное богослужение. Особенности воскресных богослужений всего года // «Православный Путь». Церковно-богословско-философскій Ежегодникъ. Приложеніе къ журналу «Православная Русь». — Jordanville: Типографія преп. Іова Почаевскаго. Holy Trinity Monastery, 1969. — С. 82-98.
- «На берегу Божьей реки». Новая книга С. А. Нилуса. // Православная Русь. 1970. — № 4 (933)
- День русской скорби 4 июля (Памяти Царя-мученика и Его семьи). // Православная Русь. 1970. — № 12 (941)
- Храм Божий. // Православная Русь. 1970. — № 14 (943)
- К прославлению преподобного Германа Аляскинского. // Православная Русь. 1970. — № 15 (944)
- Таинство брака. // Православная Русь. 1970. — № 16 (945)
- О скорбях. // Православная Русь. 1970. — № 18 (947)
- Смерти нет. // Православная Русь. 1970 // Православная Русь. — № 19 (948)
- О грехе. // Православная Русь. 1970 // Православная Русь. — № 20 (949)
- Покаянный вопль (К пятидесятилетию существования Русской Православной Зарубежной Церкви). // Православная Русь. 1970. — № 21 (950.)
- Уставное церковное пение // Православная Русь. — 1971. — № 6 (959). — С. 11-14.
- Праведники во веки живут. // Православная Русь. 1971. — № 12 (965)
- О скорбях. // Православная Русь. 1972. — № 3 (980).
- Обращение (Просьба сообщить издательство «Писем валаамскаго старца»). // Православная Русь. 1972. — № 22 (999).
- Об озарении души божественной благодатью (Слово в неделю 7-ю по Пятидесятнице). // Православная Русь. 1973. — № 16 (1017).
- Об общественной молитве. // Православная Русь. 1973. — № 21 (1022).
- Мысли о праздничных богослужениях. // Православная Русь. 1975. — № 3 (1052).
- Воспитание молодежи (Доклад, прочитанный на 3-м Всезарубежном Соборе). // Православная Русь. 1975. — № 4 (1053).
- Современность в свете Слова Божия (К выходу в свет перваго тома сочинений архиепископа Аверкия). // Православная Русь. 1975. — № 5 (1054).
- Православие и религия будущего. // Православная Русь. 1975. — № 11 (1060).
- Желаю приобрести «Толковое Евангелие». // Православная Русь. 1975. — № 12 (1061).
- Премудрость, прости! // Православная Русь. 1975. — № 12 (1061).
- Светлая пророчица? О заметке «Джин Диксон». // Православная Русь. 1975 — № 17 (1066). (с Виктором Потаповым)
- Наша жизнь и милость Божия. // Православная Русь. 1978. — № 2 (1124).
- Вечеря Господня (Слово в неделю св. Праотец). // Православная Русь. 1974. — № 4 (1029).
- Воззвание Св. Александро-Невского храма в Лейквуде (Ховелл), Н. Дж. // Православная Русь. 1983. — № 13 (1250).
- Воззвание Св. Александро-Невского храма в Лейквуде (Ховелл), Н. ДЖ. (Просьба помочь построить новый храм) // Православная Русь. 1984. — № 5 (1266).
- Наш спасительный путь. Слово, сказанное в Свято-Троицком монастыре в день памяти Преподобного Германа Аляскинского // Православная Русь. — 1985. — № 24 (1309). — С. 10-11.
- Светлой памяти друга. Венок на свежую могилу Архимандрита Владимира // «Православная Русь». — 1988. — № 16 (1373). — С. 15.
- Празднования Юбилея 1000-летия Крещения Руси // «Православная Русь». — 1988. — № 17 (1374). — С. 5-9.
- Празднование 50-летия игуменства матушки игумении Ариадны // «Православная Русь». — 1989. — № 11 (1392). — С. 10-11
- Воззвание св. Александро-Невского храма в Лейквуде (Ховелл) Нью Джерси (Просьба жертвовать на строительство нового храма). // Православная Русь. 1990. — № 22 (1427).
- Память праведного с похвалами. К 25-летию блаженной кончины Архиепископа Иоанна (Максимовича) // «Православная Русь». — 1991. — № 12 (1441). — С. 2-3.
- Празднество памяти 25-летия кончины Архиепископа Иоанна Западно-Американского и Сан-Франциского // «Православная Русь». — 1991. — № 15. — С. 6-7.
- Благоговейное отношение пастыря к богослужению // Русский пастырь. — Джорданвилль: Изд. Св.-Троицкой ДС. 1993. — № 16. — С. 41-52
  - Благоговейное отношение пастыря к богослужению // Андреевский вестник. — М., 2000. — № 1. — С. 29-35.
- Освящение Св. Александро-Невского собора в Лейквуде. Слово протопресв. Валерия Лукьянова. // Православная Русь. 1997. — № 23 (1596)
- Символ веры и современные христиане (Определение св. Церкви о символе веры). // Православная Русь. 1998. — № 7 (1604)
- Памяти преподавателей семинарии. Архимандрит Константин (Зайцев). // Православная Русь. 1998. — № 18 (1615)
- Единение в союзе веры и любви. // Православная Русь. 1998 // Православная Русь. 19 1616 Празднование 50-летняго юбилея Свято-Троицкой семинарии.)
- Радость верных. Торжество перенесения останков митрополита Филарета. // Православная Русь. 1999. — № 2 (1623). — С. 1-3.
- Богодухновенная псалтирь. // Православная Русь. 1999. — № 10 (1631)
- Священнодействие проскомидии. // Православная Русь. 1999. — № 14 (1635)
- Каждение в конце проскомидии // Православная Русь. 1999. — № 15 (1636).
- О проскомидии, тайных молитвах и молебнах. О тайных молитвах на антифонах литургии. Последование начала молебнов. // Православная Русь. 1999. — № 23 (1644)
- О тишине (Доклад на Свято-Германовском съезде молодежи). // Православная Русь. 2000. — № 2 (1647)
- О тарелочных сборах на литургии. // Православная Русь. 2000. — № 3 (1648)
- О каждении в храме. // Православная Русь. 2000. — № 10 (1655)
- Вновь об отпусте проскомидии. // Православная Русь. 2000. — № 13 (1658)
- Священная просфора. // Православная Русь. 2000. — № 16 (1661)
- О нескольких агнцах и потирах на литургии. // Православная Русь. 2000. — № 18 (1663)
- Мысли о 4-м Всезарубежном Соборе. Доклад Архиерейскому Собору. — Нью-Йорк, октябрь 2000 г.
- Последование перед отпустом вечерни и утрени. // Православная Русь. 2002. — № 2 (1695)
- Сила Святаго Духа. // Православная Русь. 2002. — № 10 (1703)
- О погружении креста на водосвятии. // Православная Русь. 2002. — № 24 (1717)
- Слово на прославлении святителя Иоанна // Трибуна русской мысли. — 2002. — № 4. — С. 122—124
- Избранник Божией Матери (Надгробное слово, сказанное на отпевании убиеннаго брата Муньоса Иосифа). // Православная Русь. 2003. — № 20 (1737)
- Обновление и очищение служебных сосудов. Поклонение кресту в седмицу Крестопоклонную. Освящение хлебов вне литии на бдении. // Православная Русь. 2003. — № 12 (1729)
- Некоторые особенности служб Страстной седмицы. // Православная Русь. 2004. — № 6 (1747)
- Биографический очерк // Тальберг Н. Д. О Вере, Царе и Отечестве. От Крещении Руси до клятвопреступного бунта. Кн. 1. / Сост. С. Фомин. — М.: Правило Веры, 2004. — С. 5-17.
- Несколько мыслей по поводу отклика протоиерея Александра Шаргунова на статью «Объединение или единение?» // pravoslavie.ru, 28 апреля 2006 г.